# خلف خطوط العدو 2: محور الشر (فلم)
فيلم خلف خطوط العدو II: محور الشر (بالإنجليزية: Behind Enemy Lines II: Axis of Evil) ، هي فيلم من نوع حرب والإثارة، أنتجت الفيلم الأمريكي سنة 2006، وشارك فيه كل من نيكولاس غونزاليز وبيتر كويوت.
تدور القصة حول دخول عدد من القوات البحرية الأمريكية لعملية الاقتحام لأحد الأراضي الكورية الشمالية، وضيعوا الأمريكيين الطريق فاعتقلوا على يد الجيش الكوري الشمالي، ومن ثم يبدأ الأمريكيون بتحرير انفسهم من الكوريين الشماليين والتخلص منهم للعودة إلى كوريا الجنوبية.

## وصلات خارجية
- الموقع الرسمي
- مقالات تستعمل روابط فنية بلا صلة مع ويكي بيانات